# Beauregard-et-Bassac
Pour les articles homonymes, voir Beauregard et Bassac.
Beauregard-et-Bassac est une commune française située dans le département de la Dordogne, en région Nouvelle-Aquitaine.

## Géographie

### Généralités
Dans la moitié sud du département de la Dordogne, la commune de Beauregard-et-Bassac s'étend sur 12,02 km2. Traversée par le 45e parallèle nord, elle est de ce fait située à égale distance du pôle Nord et de l'équateur terrestre (à environ 5 000 km de l'un et de l'autre).
Elle se situe dans le Landais, en limites du Périgord central et du Bergeracois.
Le territoire communal est  desservi à l'ouest sur environ un kilomètre par la route nationale 21 et par les routes départementales (RD) 38 au sud et 42 au nord-est.
Établi en vallée de la Crempse et traversé par la RD 38, le village de Beauregard se situe, en distances orthodromiques, sept kilomètres au sud-ouest de Vergt et dix-huit kilomètres au sud-est de Neuvic. Le village de Bassac est distant d'environ un kilomètre et demi, au nord-ouest de celui de Beauregard.

### Communes limitrophes
Beauregard-et-Bassac est limitrophe de quatre autres communes. À l'est, son territoire est distant de moins de 600 mètres de celui de Saint-Amand-de-Vergt.
|          |                         | Saint-Mayme-de-Péreyrol |
| Douville | Beauregard-et-Bassac    |                         |
|          | Saint-Martin-des-Combes | Fouleix                 |

### Géologie et relief

#### Géologie
Situé sur la plaque nord du Bassin aquitain et bordé à son extrémité nord-est par une frange du Massif central, le département de la Dordogne présente une grande diversité géologique. Les terrains sont disposés en profondeur en strates régulières, témoins d'une sédimentation sur cette ancienne plate-forme marine. Le département peut ainsi être découpé sur le plan géologique en quatre gradins différenciés selon leur âge géologique. Beauregard-et-Bassac est située dans le troisième gradin à partir du nord-est, un plateau formé de calcaires hétérogènes du Crétacé.
Les couches affleurantes sur le territoire communal sont constituées de formations superficielles du Quaternaire et de roches sédimentaires datant pour certaines du Cénozoïque, et pour d'autres du Mésozoïque. La formation la plus ancienne, notée c5d, date du Campanien 4, des calcaires crayo-marneux grisâtres et des calcaires graveleux bioclastiques à orbitoides. La formation la plus récente, notée CFvs, fait partie des formations superficielles de type colluvions carbonatées de vallons secs : sable limoneux à débris calcaires et argile sableuse à débris. Le descriptif de ces couches est détaillé dans  les feuilles « no 782 - Mussidan » et « no 806 - Bergerac » de la carte géologique au 1/50 000 de la France métropolitaine, et leurs notices associées,.

Carte géologique de Beauregard-et-Bassac.

#### Relief et paysages
Le département de la Dordogne se présente comme un vaste plateau incliné du nord-est (491 m, à la forêt de Vieillecour dans le Nontronnais, à Saint-Pierre-de-Frugie) au sud-ouest (2 m à Lamothe-Montravel). L'altitude du territoire communal varie quant à elle entre 125 m à l'ouest, là où la Crempse quitte la commune pour entrer sur celle de Douville, et 229 m au nord-est, près du lieu-dit le Baragoix,.
Dans le cadre de la Convention européenne du paysage entrée en vigueur en France le 1er juillet 2006, renforcée par la loi du 8 août 2016 pour la reconquête de la biodiversité, de la nature et des paysages, un atlas des paysages de la Dordogne a été élaboré sous maîtrise d’ouvrage de l’État et publié en octobre 2020. Les paysages du département s'organisent en huit unités paysagères et 14 sous-unités. La commune fait partie du Périgord central, un paysage vallonné, aux horizons limités par de nombreux bois, plus ou moins denses, parsemés de prairies et de petits champs.
La superficie cadastrale de la commune publiée par l'Insee, qui sert de référence dans toutes les statistiques, est de 12,02 km2,,. La superficie géographique, issue de la BD Topo, composante du Référentiel à grande échelle produit par l'IGN, est quant à elle de 12,21 km2.

### Hydrographie

#### Réseau hydrographique
La commune est située dans le bassin de la Dordogne au sein du Bassin Adour-Garonne. Elle est drainée par la Crempse, le Tabac et par un petit cours d'eau, qui constituent un réseau hydrographique de 14 km de longueur totale,.
La Crempse, d'une longueur totale de 26,22 km, prend sa source dans la commune 750 mètres à l'est-sud-est du bourg et se jette dans l'Isle à Mussidan, face à Saint-Front-de-Pradoux,. Elle traverse le territoire communal en direction de l'ouest sur près de quatre kilomètres et demi, formant plusieurs bras.
Son affluent de rive droite le Tabac prend sa source en limite de Saint-Mayme-de-Péreyrol, arrose la commune au nord-ouest et à l'ouest sur plus de quatre kilomètres, lui servant de limite naturelle sur plus de trois kilomètres et demi face à Saint-Mayme-de-Péreyrol et Douville.

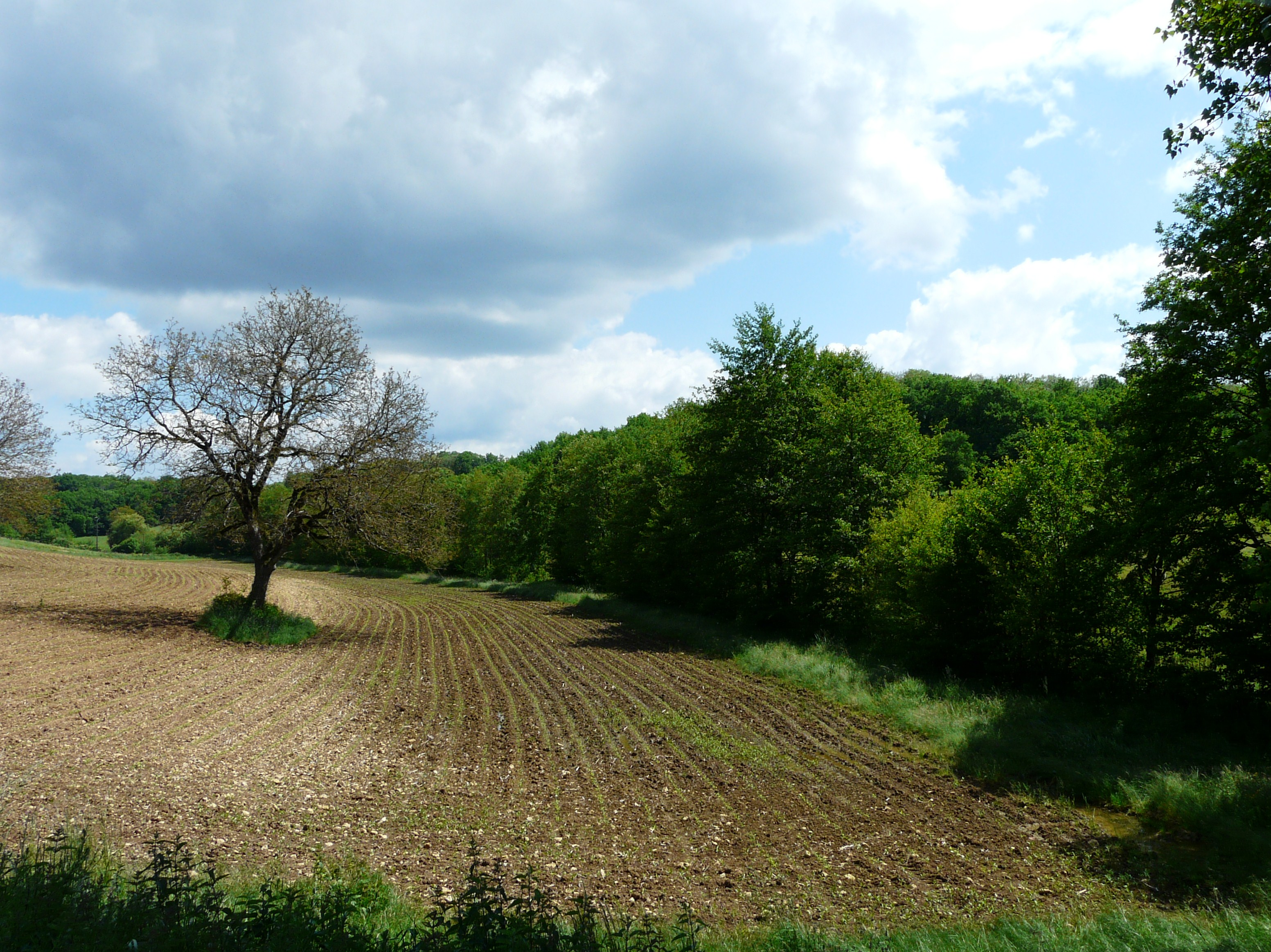
La vallée de la Crempse au sud de Beauregard.
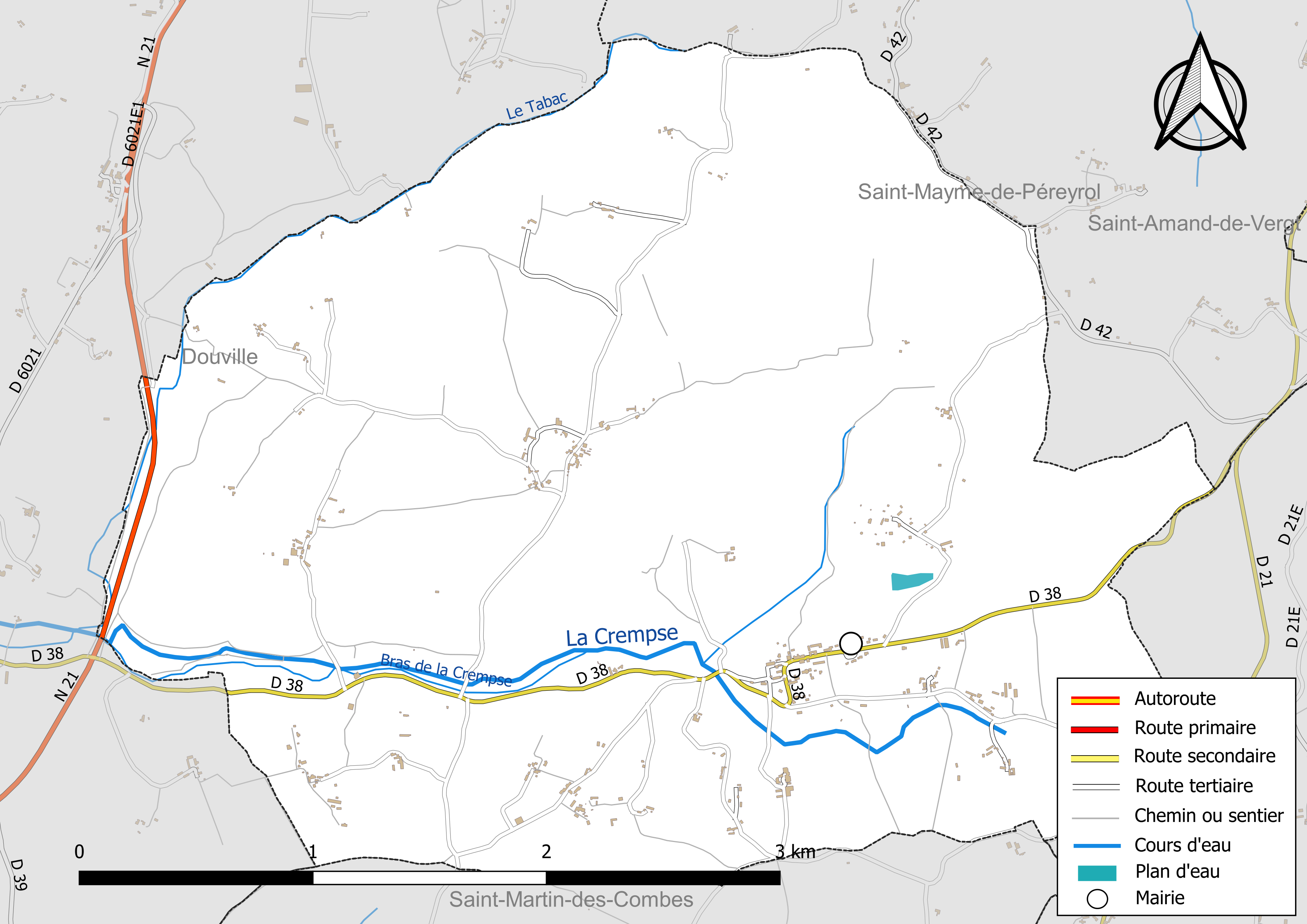
Réseaux hydrographique et routier de Beauregard-et-Bassac.
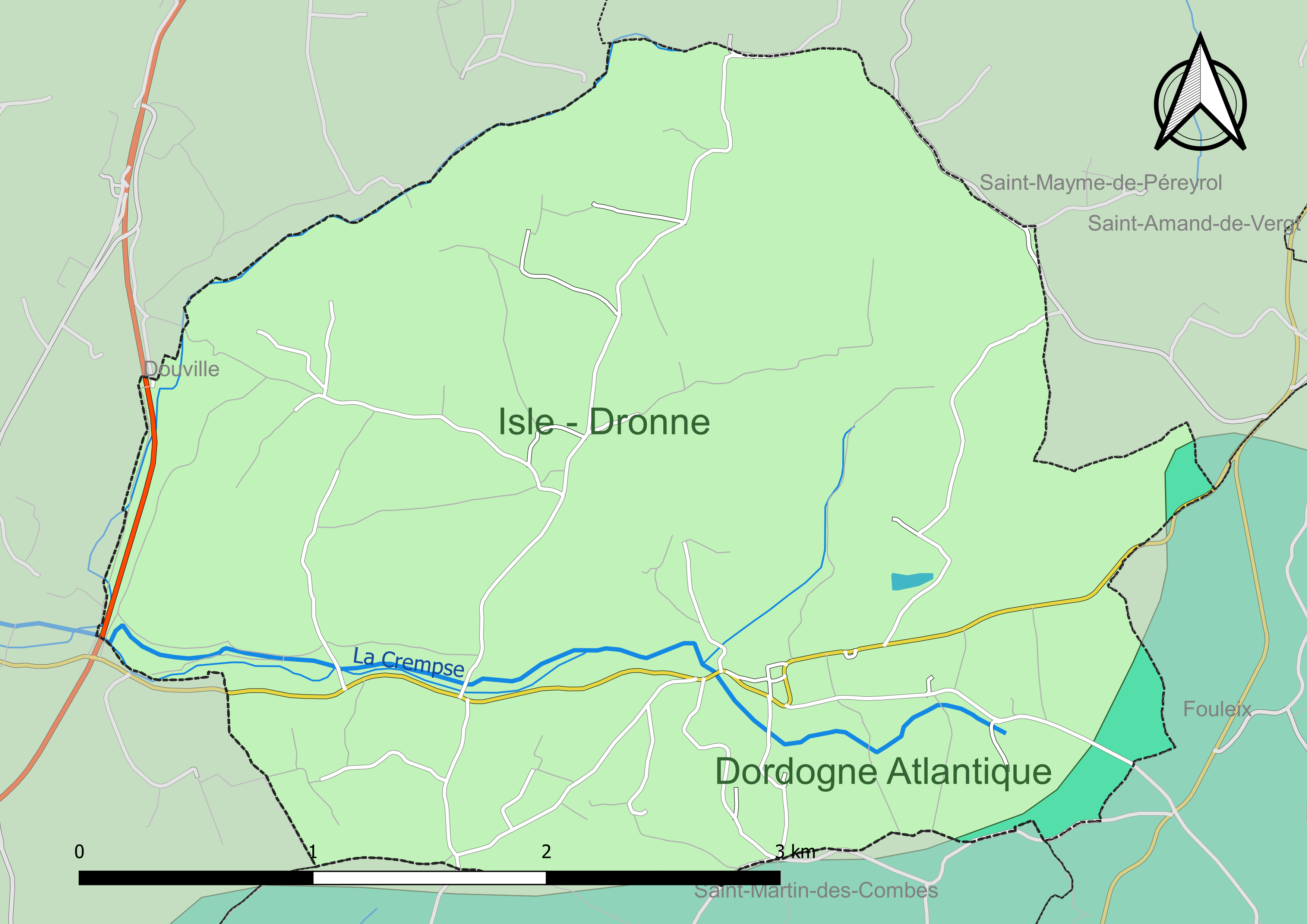
Carte des schémas d'aménagement et de gestion des eaux (SAGE) couvrant le territoire communal de Beauregard-et-Bassac.

#### Gestion et qualité des eaux
Le territoire communal est couvert par les schémas d'aménagement et de gestion des eaux (SAGE) « Dordogne Atlantique » et « Isle - Dronne ». Le SAGE « Dordogne Atlantique », dont le territoire correspond au sous‐bassin le plus aval du bassin versant de la Dordogne (aval de la confluence Dordogne - Vézère)., d'une superficie de 2 700 km2 est en cours d'élaboration. La structure porteuse de l'élaboration et de la mise en œuvre est l'établissement public territorial de bassin de la Dordogne (EPIDOR). Le SAGE « Isle - Dronne », dont le territoire regroupe les bassins versants de l'Isle et de la Dronne, d'une superficie de 7 500 km2, a été approuvé le 2 août 2021. La structure porteuse de l'élaboration et de la mise en œuvre est également l'EPIDOR. Ils définissent chacun sur leur territoire les objectifs généraux d’utilisation, de mise en valeur et de protection quantitative et qualitative des ressources en eau superficielle et souterraine, en respect des objectifs de qualité définis dans le troisième SDAGE  du Bassin Adour-Garonne qui couvre la période 2022-2027, approuvé le 10 mars 2022.
La quasi-totalité du territoire est concernée par le SAGE Isle - Dronne, seule une infime partie à l'est et au sud-est (bassin versant du Caudeau) est rattachée au SAGE Dordogne Atlantique.
La qualité des eaux de baignade et des cours d’eau peut être consultée sur un site dédié géré par les agences de l’eau et l’Agence française pour la biodiversité.

### Climat
Pour des articles plus généraux, voir Climat de la Nouvelle-Aquitaine et Climat de la Dordogne.
Historiquement, la commune est exposée à un climat océanique aquitain.
En 2020, Météo-France publie une typologie des climats de la France métropolitaine dans laquelle la commune est exposée à un climat océanique altéré et est dans la région climatique  Aquitaine, Gascogne, caractérisée par une pluviométrie abondante au printemps, modérée en automne, un faible ensoleillement au printemps, un été chaud (19,5 °C), des vents faibles, des brouillards fréquents en automne et en hiver et des orages fréquents en été (15 à 20 jours).
Pour la période 1971-2000, la température annuelle moyenne est de 12,3 °C, avec  une amplitude thermique annuelle de 14,8 °C. Le cumul annuel moyen de précipitations est de 910 mm, avec 12,1 jours de précipitations en janvier et 6,6 jours en juillet. Pour la période 1991-2020, la température moyenne annuelle observée sur la station météorologique la plus proche, située sur la commune de Bergerac à 20 km à vol d'oiseau, est de 13,2 °C et le cumul annuel moyen de précipitations est de 792,9 mm,. Pour l'avenir, les paramètres climatiques de la commune estimés pour 2050 selon différents scénarios d’émission de gaz à effet de serre sont consultables sur un site dédié publié par Météo-France en novembre 2022.

## Urbanisme

### Typologie
Au 1er janvier 2024, Beauregard-et-Bassac est catégorisée commune rurale à habitat très dispersé, selon la nouvelle grille communale de densité à 7 niveaux définie par l'Insee en 2022.
Elle est située hors unité urbaine et hors attraction des villes,.

### Occupation des sols
L'occupation des sols de la commune, telle qu'elle ressort de la base de données européenne d’occupation biophysique des sols Corine Land Cover (CLC), est marquée par l'importance des forêts et milieux semi-naturels (51,7 % en 2018), en augmentation par rapport à 1990 (50,4 %). La répartition détaillée en 2018 est la suivante : 
forêts (51,7 %), zones agricoles hétérogènes (43,2 %), terres arables (5,1 %). L'évolution de l’occupation des sols de la commune et de ses infrastructures peut être observée sur les différentes représentations cartographiques du territoire : la carte de Cassini (XVIIIe siècle), la carte d'état-major (1820-1866) et les cartes ou photos aériennes de l'IGN pour la période actuelle (1950 à aujourd'hui).

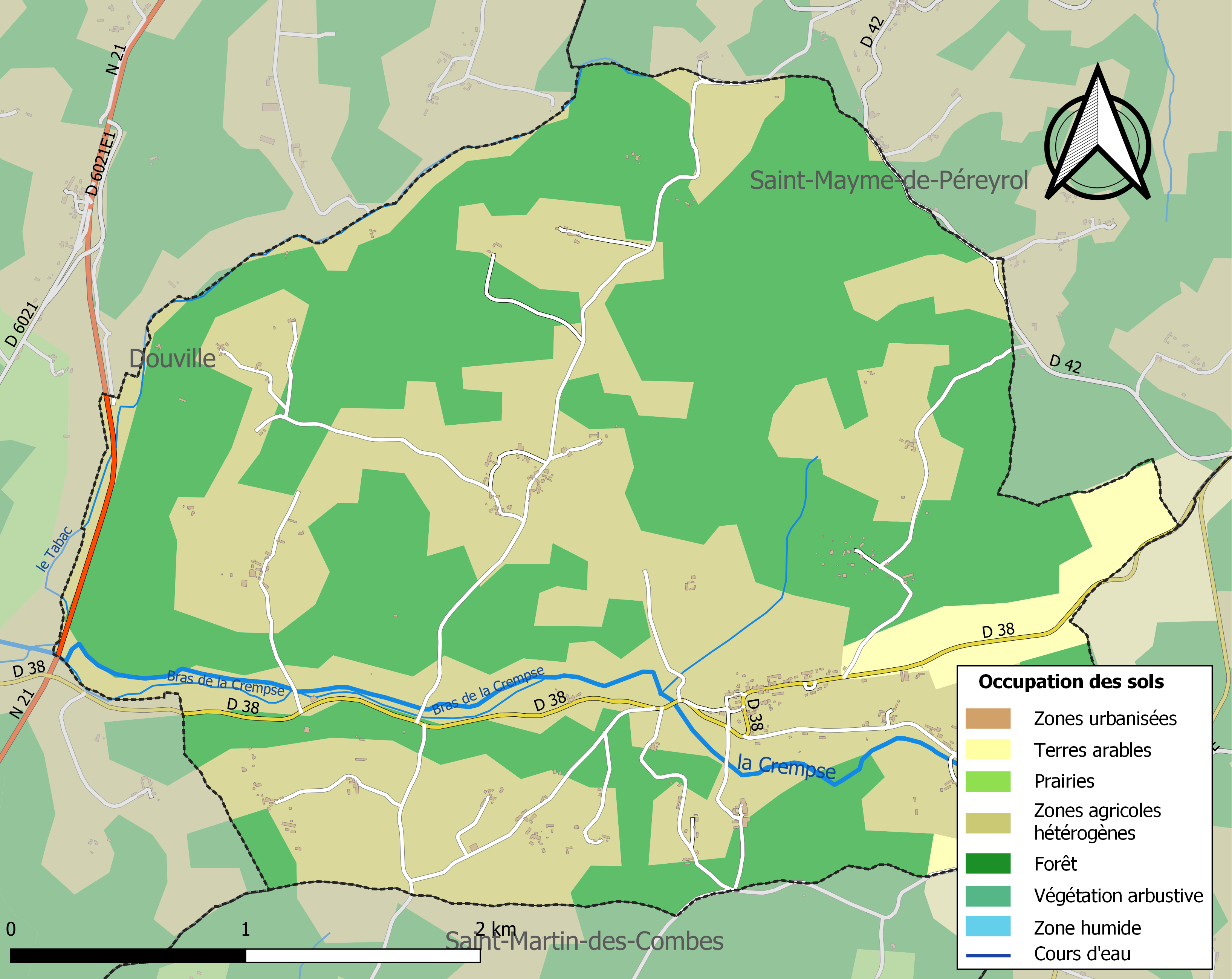
Carte des infrastructures et de l'occupation des sols de la commune en 2018 (CLC).

### Villages, hameaux et lieux-dits
Outre les bourgs de Bassac et de Beauregard proprement dits, le territoire se compose d'autres villages ou hameaux, ainsi que de lieux-dits :
- Baneuil
- le Bernichou
- le Bernicou
- la Boissière
- la Cabane
- Camarat
- Chez le Tord
- le Grand Pec
- la Grande Rebière
- le Lac des Lépreux
- Laucher
- Magovie
- Martillia
- les Mazeaux
- Monfaucon
- Montauban
- le Moulin de la Souille
- le Perrier
- la Petite Rebière
- Peymira
- Peyrelevade
- Pomport
- le Pont de Bassac
- le Pouyoulou
- la Prade
- Rebillac
- la Reygasse
- la Servantie
- la Souille Haute
- Tartifume
- Tourteau
- la Tuilière.

### Prévention des risques
Le territoire de la commune de Beauregard-et-Bassac est vulnérable à différents aléas naturels : météorologiques (tempête, orage, neige, grand froid, canicule ou sécheresse), feux de forêts, mouvements de terrains et séisme (sismicité très faible). Il est également exposé à un risque technologique, le transport de matières dangereuses. Un site publié par le BRGM permet d'évaluer simplement et rapidement les risques d'un bien localisé soit par son adresse soit par le numéro de sa parcelle.

#### Risques naturels
Beauregard-et-Bassac est exposée au risque de feu de forêt. L’arrêté préfectoral du 14 mars 2013 fixe les conditions de pratique des incinérations et de brûlage dans un objectif de réduire le risque de départs d’incendie. À ce titre, des périodes sont déterminées : interdiction totale du 15 février au 15 mai et du 15 juin au 15 octobre, utilisation réglementée du 16 mai au 14 juin et du 16 octobre au 14 février. En septembre 2020, un plan inter-départemental de protection des forêts contre les incendies (PidPFCI) a été adopté pour la période 2019-2029,.

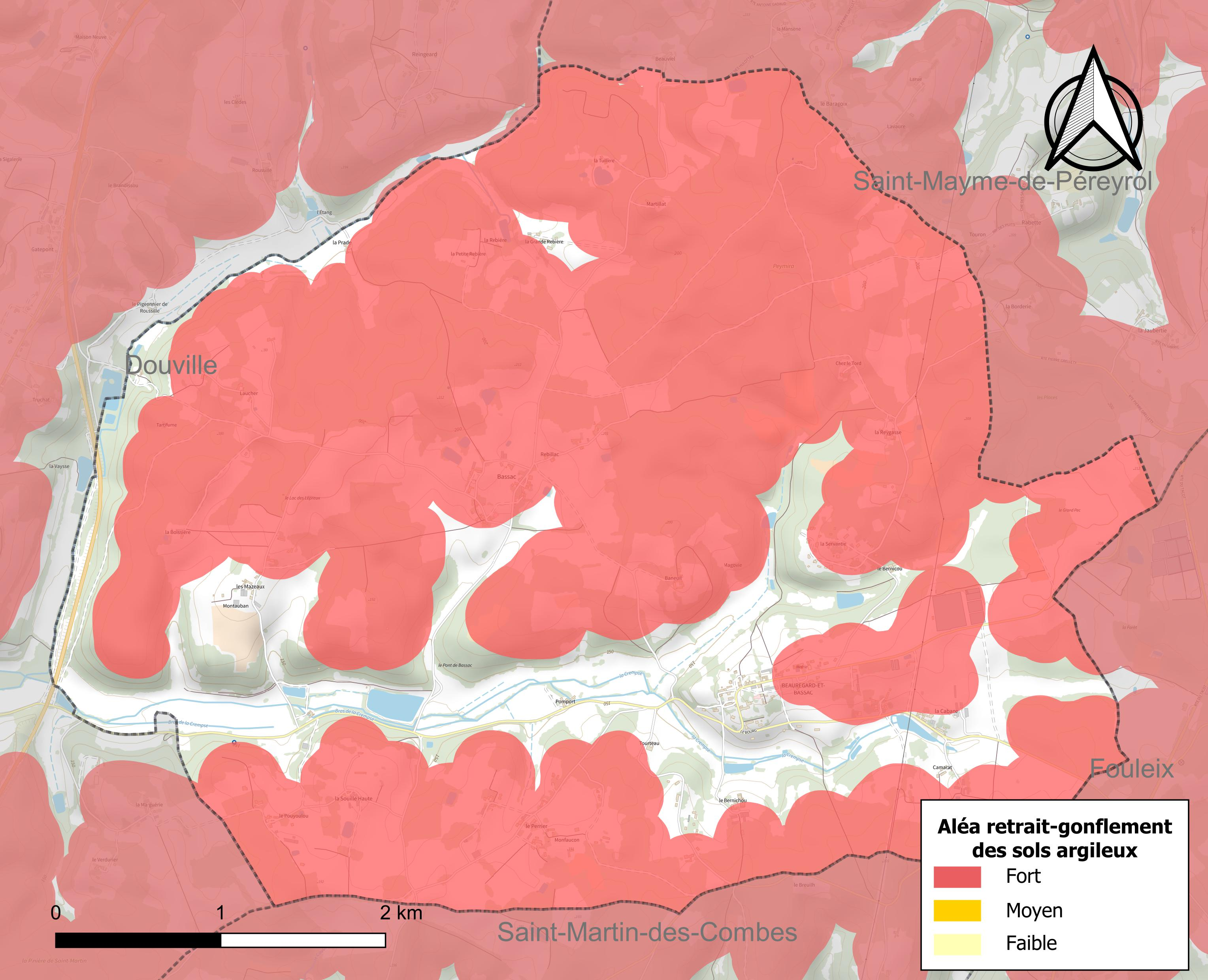
Carte des zones d'aléa retrait-gonflement des sols argileux de Beauregard-et-Bassac.

Les mouvements de terrains susceptibles de se produire sur la commune sont des tassements différentiels. Le retrait-gonflement des sols argileux est susceptible d'engendrer des dommages importants aux bâtiments en cas d’alternance de périodes de sécheresse et de pluie. 76,8 % de la superficie communale est en aléa moyen ou fort (58,6 % au niveau départemental et 48,5 % au niveau national métropolitain). Depuis le 1er octobre 2020, en application de la loi ÉLAN, différentes contraintes s'imposent aux vendeurs, maîtres d'ouvrages ou constructeurs de biens situés dans une zone classée en aléa moyen ou fort,.
La commune a été reconnue en état de catastrophe naturelle au titre des dommages causés par les inondations et coulées de boue survenues en 1982, 1983, 1999 et 2009, par la sécheresse en 1989 et 2011 et par des mouvements de terrain en 1999.

## Toponymie
Beauregard est attestée sous la forme Belregard en 1289,, sous la forme latine Bellus Regardus en 1346 et Bel Regart en 1359.
Le nom vient d'une position géographique signifiant « Belle exposition », (bel a été francisé en « beau » et regard signifiant « exposition »).
Bassac est attestée sous la forme latine Bassacum en 1268. Ce nom dérive d'un personnage gallo-roman Bacchius auquel a été ajouté le suffixe -acum, définissant le domaine de Bacchius.
Le nom Beauregard et Bassac est attesté en 1770.
En occitan, la commune porte le nom de Beuregard e Bassac.
Sur la planète Mars, en février 2021, l'une des cibles d'analyses poussées effectuées sur un affleurement rocheux par l'astromobile Curiosity de la NASA, est baptisée d'après l'ancienne commune de Beauregard.

## Histoire
Beauregard est au départ une bastide anglaise fondée en 1286 pour Édouard Ier d'Angleterre. Elle passe aux mains des Français en 1346.
Outre les quatre paroisses de la châtellenie de Beauregard : Beauregard, Clermont, Fouleix et Saint-Florent, la bastide « avait dans son ressort les châteaux de Clermont, Montclar, Vern, Roussille, Estissac et Longa, et les paroisses de Campsegret, Bassac, Grun, Saint-Mayme, Saint-Amand, Montagnac, Saint-Julien, Campagnac et Beleymas ».
Une branche de la maison d'Aubusson posséda Beauregard, dont François II d'Aubusson de Beauregard (mort en 1618), assassin de sa première femme.
À la Révolution, les communes de Bassac et de Beauregard fusionnent sous le nom de Beauregard-et-Bassac.

## Politique et administration

### Rattachements administratifs et électoraux
Dès 1790, la commune de Beauregard est rattachée au canton de Montagnac qui dépend du district de Bergerac jusqu'en 1795, date de suppression des districts. En 1801, le canton est rattaché à l'arrondissement de Bergerac. Le canton de Montagnac est ensuite renommé en canton de Villamblard l'année suivante, à la suite du transfert du chef-lieu de canton depuis Montagnac vers Villamblard.
Dans le cadre de la réforme de 2014 définie par le décret du 21 février 2014, ce canton disparaît aux élections départementales de mars 2015. La commune est alors rattachée électoralement au canton du Périgord central.
En 2017, Beauregard-et-Bassac est rattachée à l'arrondissement de Périgueux,.

### Intercommunalité
Fin 2001, Beauregard-et-Bassac intègre dès sa création la communauté de communes du Pays de Villamblard. Celle-ci disparaît au 31 décembre 2016, remplacée au 1er janvier 2017 par la communauté de communes Isle et Crempse en Périgord.

### Administration municipale
La population de la commune étant comprise entre 100 et 499 habitants au recensement de 2017, onze conseillers municipaux ont été élus en 2020,.

### Liste des maires

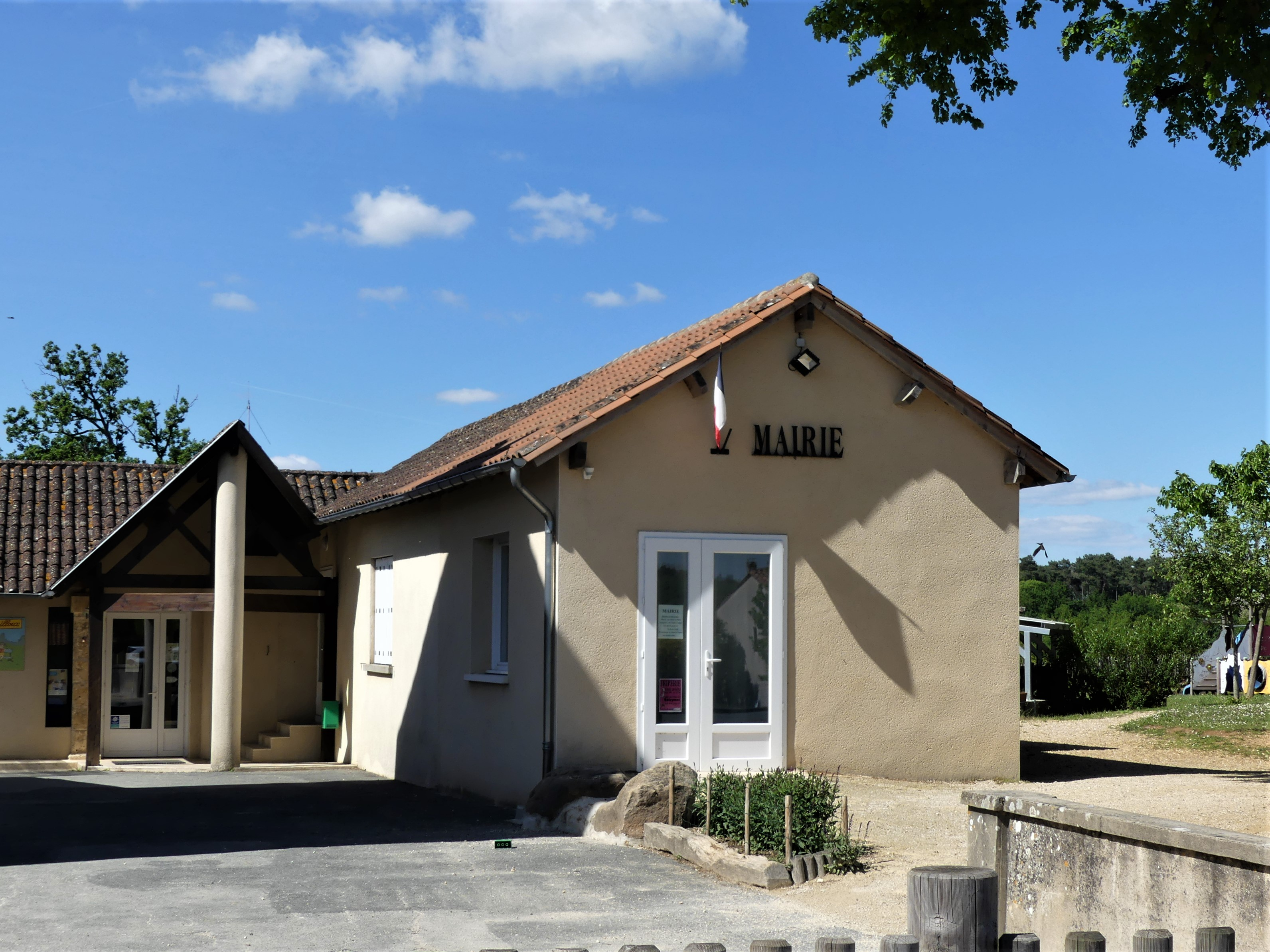
La mairie en 2019.

| Période                                  | Période      | Identité        | Étiquette  | Qualité             |
| ---------------------------------------- | ------------ | --------------- | ---------- | ------------------- |
| Les données manquantes sont à compléter. |              |                 |            |                     |
|                                          |              |                 |            |                     |
| 1977                                     | février 2013 | Patrice Perrier | SE         | Directeur de crèche |
| février 2013 (réélue en mai 2020)        | En cours     | Flore Boyer     | PS puis SE |                     |

## Équipements et services publics

### Justice
Dans le domaine judiciaire, Beauregard-et-Bassac relève : 
- du tribunal judiciaire, du tribunal pour enfants, du conseil de prud'hommes et du tribunal de commerce de Bergerac ;
- du pôle Nationalité du tribunal judiciaire de Périgueux (compétent uniquement dans le domaine de la nationalité) ;
- de la cour d'appel, du tribunal administratif et de la  cour administrative d'appel de Bordeaux.

## Population et société

### Démographie
Les habitants de Beauregard-et-Bassac se nomment les Beauregards.
L'évolution du nombre d'habitants est connue à travers les recensements de la population effectués dans la commune depuis 1793. Pour les communes de moins de 10 000 habitants, une enquête de recensement portant sur toute la population est réalisée tous les cinq ans, les populations de référence des années intermédiaires étant quant à elles estimées par interpolation ou extrapolation. Pour la commune, le premier recensement exhaustif entrant dans le cadre du nouveau dispositif a été réalisé en 2006.

En 2022, la commune comptait 308 habitants, en évolution de +16,23 % par rapport à 2016 (Dordogne : +0,37 %, France hors Mayotte : +2,11 %).
| 1793 | 1800 | 1806 | 1821 | 1831 | 1836 | 1841 | 1846 | 1851 |
| ---- | ---- | ---- | ---- | ---- | ---- | ---- | ---- | ---- |
| 592  | 512  | 596  | 700  | 635  | 622  | 633  | 609  | 614  |

| 1856 | 1861 | 1866 | 1872 | 1876 | 1881 | 1886 | 1891 | 1896 |
| ---- | ---- | ---- | ---- | ---- | ---- | ---- | ---- | ---- |
| 591  | 574  | 576  | 479  | 504  | 489  | 452  | 438  | 400  |

| 1901 | 1906 | 1911 | 1921 | 1926 | 1931 | 1936 | 1946 | 1954 |
| ---- | ---- | ---- | ---- | ---- | ---- | ---- | ---- | ---- |
| 374  | 371  | 366  | 317  | 283  | 276  | 273  | 257  | 251  |

| 1962 | 1968 | 1975 | 1982 | 1990 | 1999 | 2006 | 2011 | 2016 |
| ---- | ---- | ---- | ---- | ---- | ---- | ---- | ---- | ---- |
| 238  | 203  | 206  | 193  | 209  | 197  | 269  | 276  | 265  |

| 2021 | 2022 | - | - | - | - | - | - | - |
| ---- | ---- | - | - | - | - | - | - | - |
| 290  | 308  | - | - | - | - | - | - | - |

## Économie

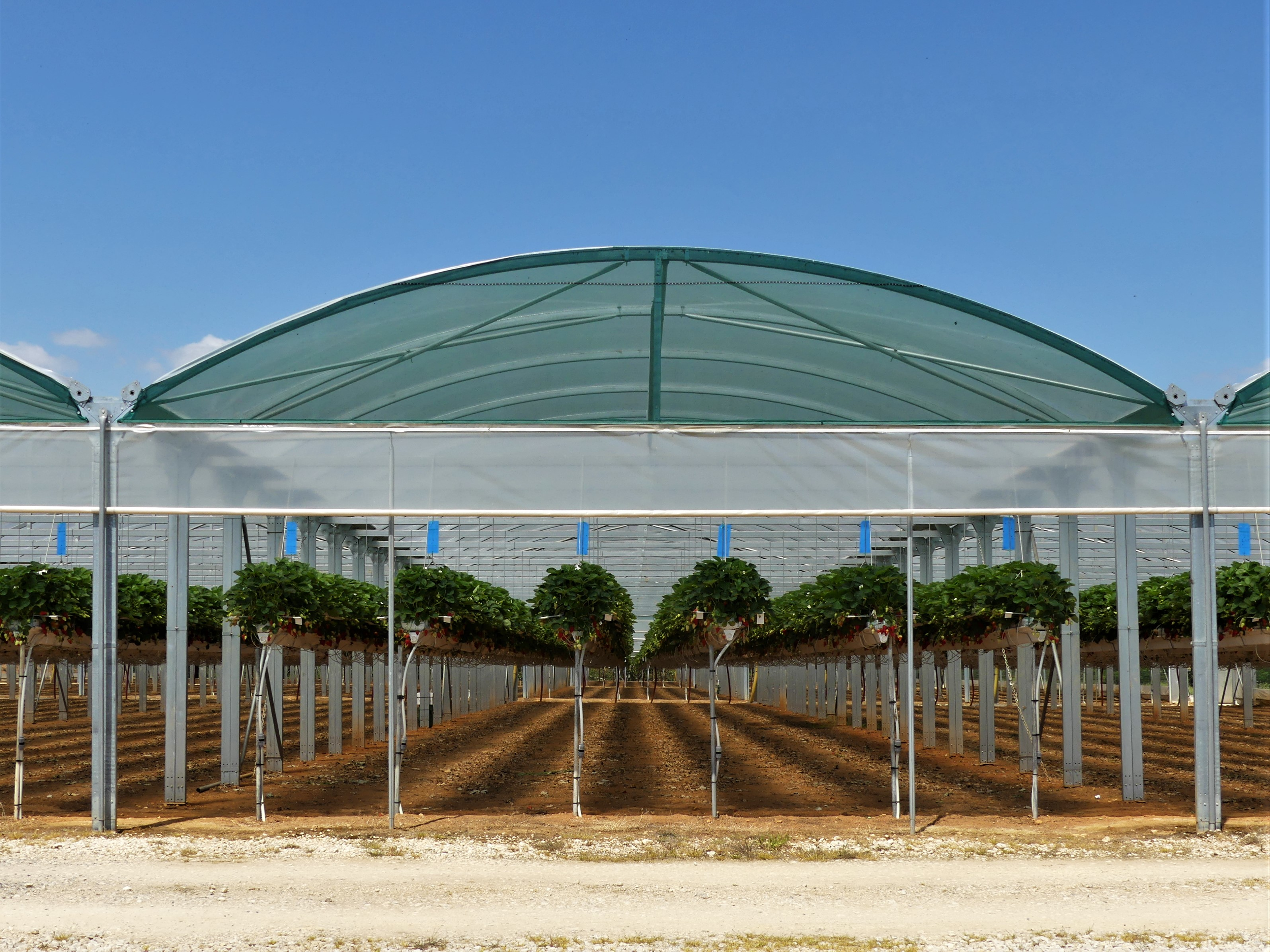
Fraisiculture hors-sol au nord-est de Beauregard.

### Emploi
En 2015, parmi la population communale comprise entre 15 et 64 ans, les actifs représentent 134 personnes, soit 49,8 % de la population municipale. Le nombre de chômeurs (vingt-cinq) a augmenté par rapport à 2010 (vingt-deux) et le taux de chômage de cette population active s'établit à 18,9 %.

### Établissements
Au 31 décembre 2015, la commune compte trente-quatre établissements, dont quinze au niveau des commerces, transports ou services, huit dans l'agriculture, la sylviculture ou la pêche, sept relatifs au secteur administratif, à l'enseignement, à la santé ou à l'action sociale, deux dans la construction, et deux dans l'industrie.

## Culture locale et patrimoine

### Lieux et monuments

#### Patrimoine civil
- Pierre Levée, dolmen classé au titre des monuments historiques en 1940[66].
- Château de Beauregard, ancien fief des Talleyrand et des d'Abzac, détruit[47].
- Le manoir de Beauregard a été édifié au XVIe siècle, peut-être sur les bases du château détruit[47]. Devenu une colonie de vacances du Comité central du groupe public ferroviaire (CCGPF), le site est fermé administrativement fin juillet 2019 à la demande du préfet pour « plusieurs manquements à la sécurité »[67].
- Castel de Pomport, château-moulin du XVIe siècle[68], au bord de la Crempse.
- Halle de Beauregard du XIIIe siècle[69].
- Grotte de Bassac[69].
- Deux cluzeaux[69].

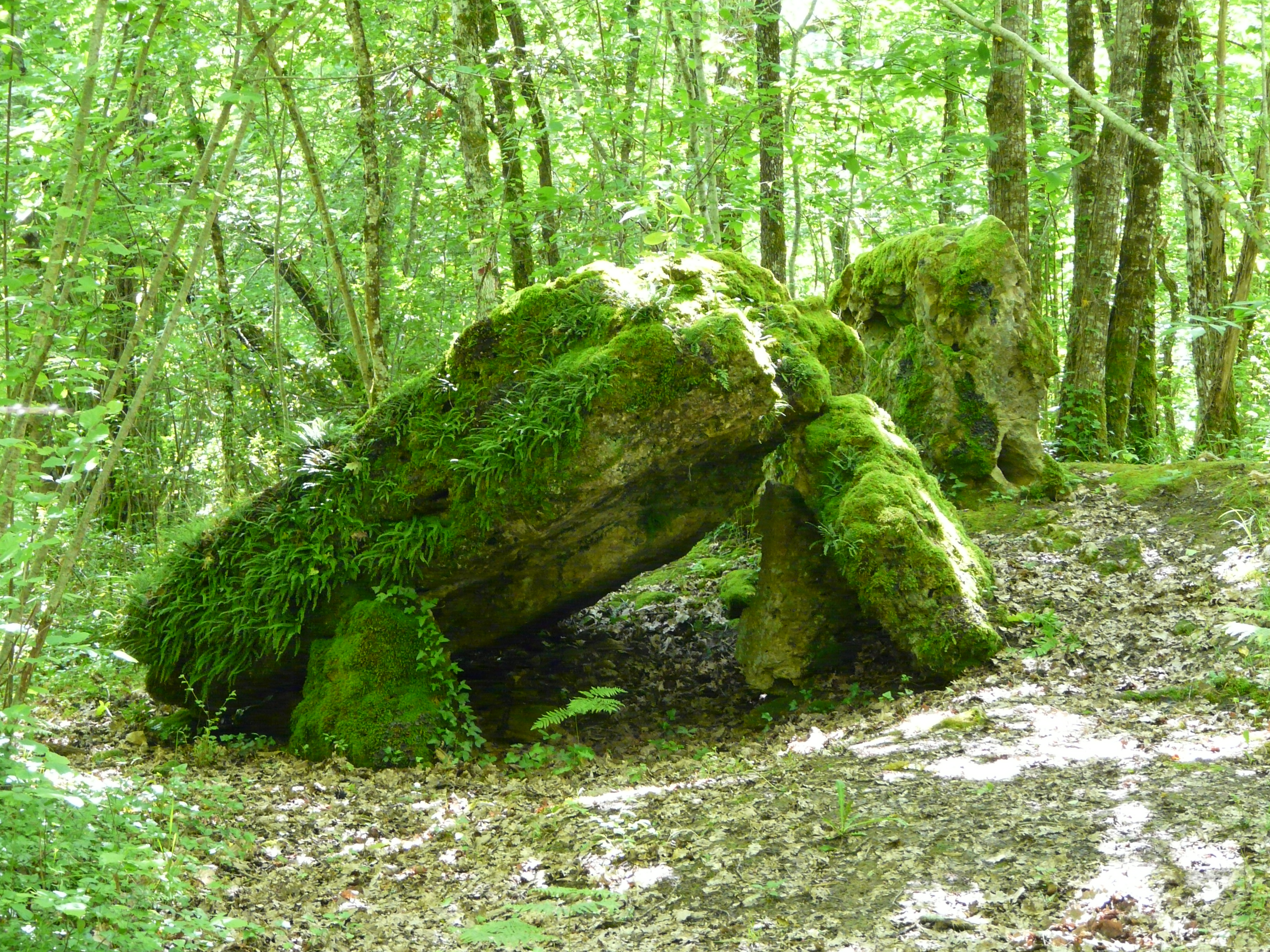
Le dolmen de la Pierre Levée.
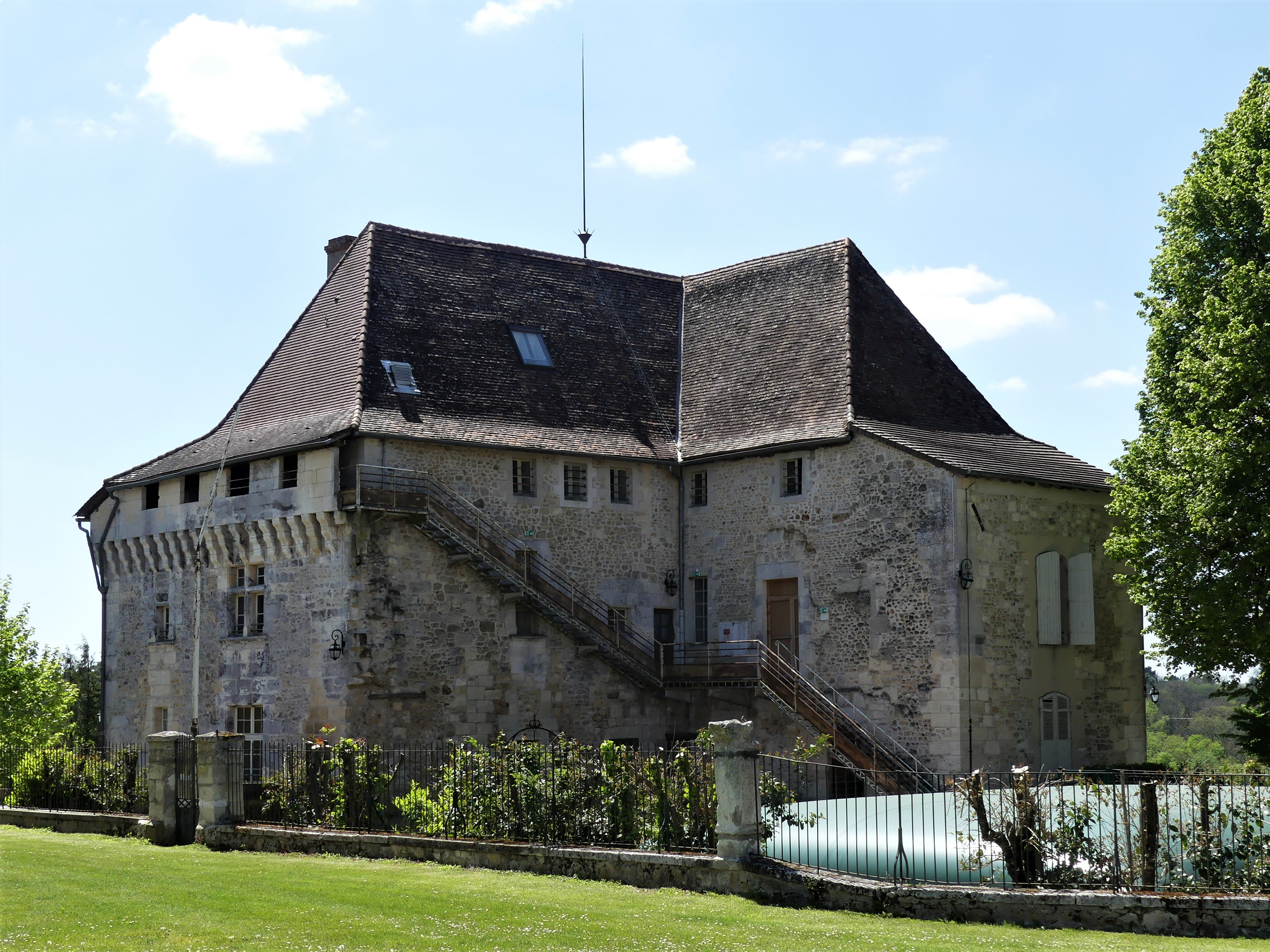
Le manoir de Beauregard.
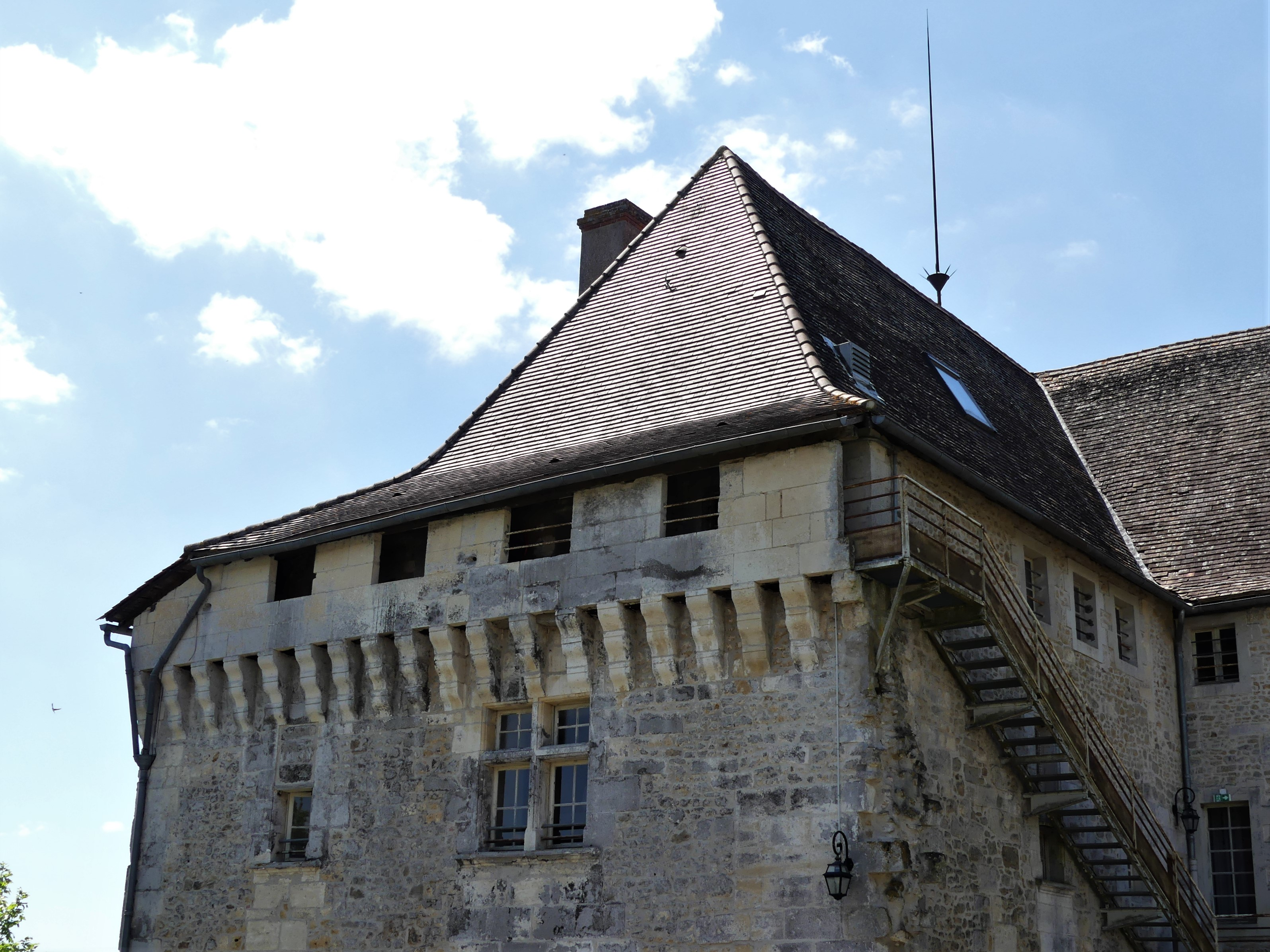
Son chemin de ronde.
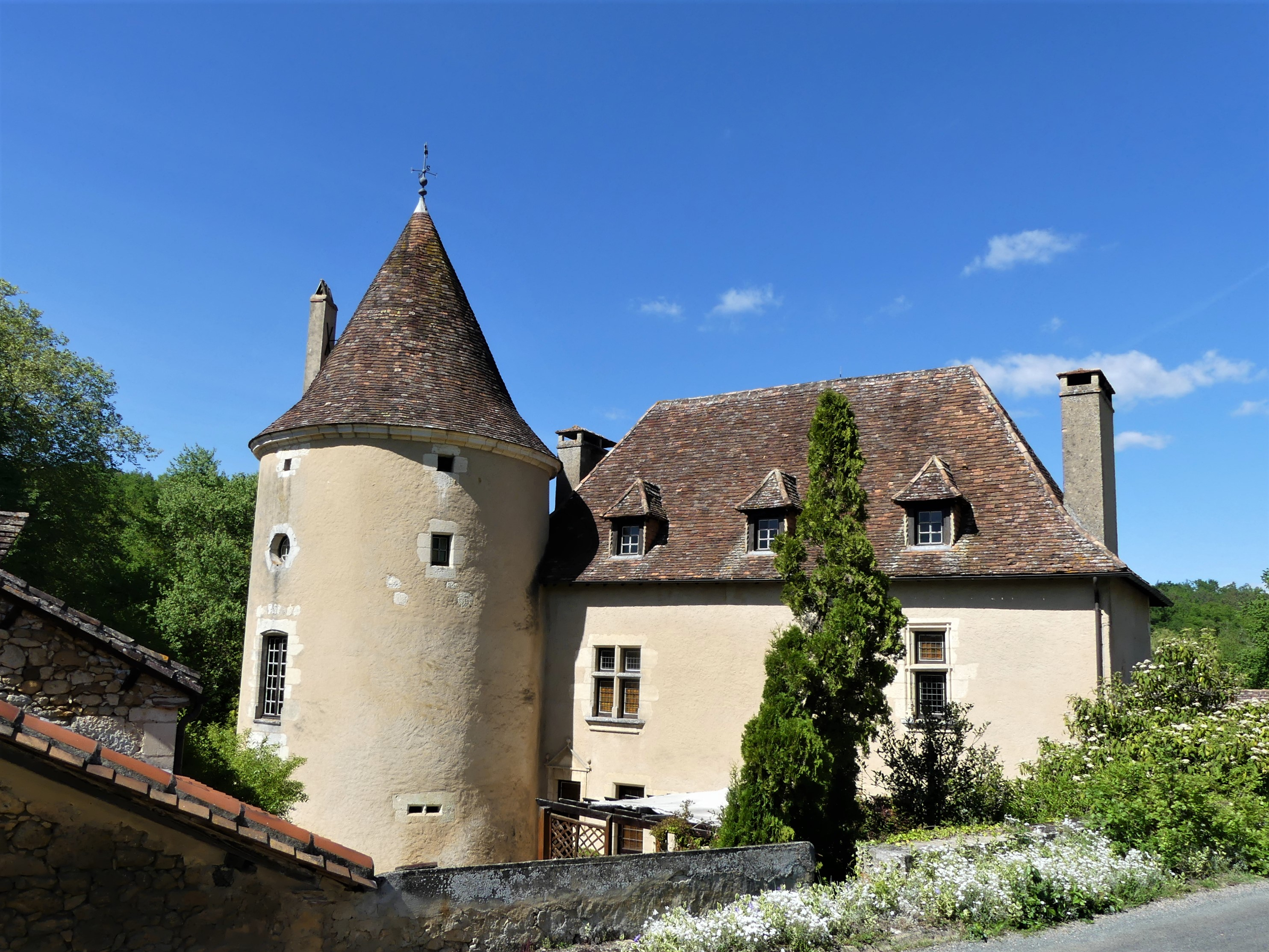
Le castel de Pomport.
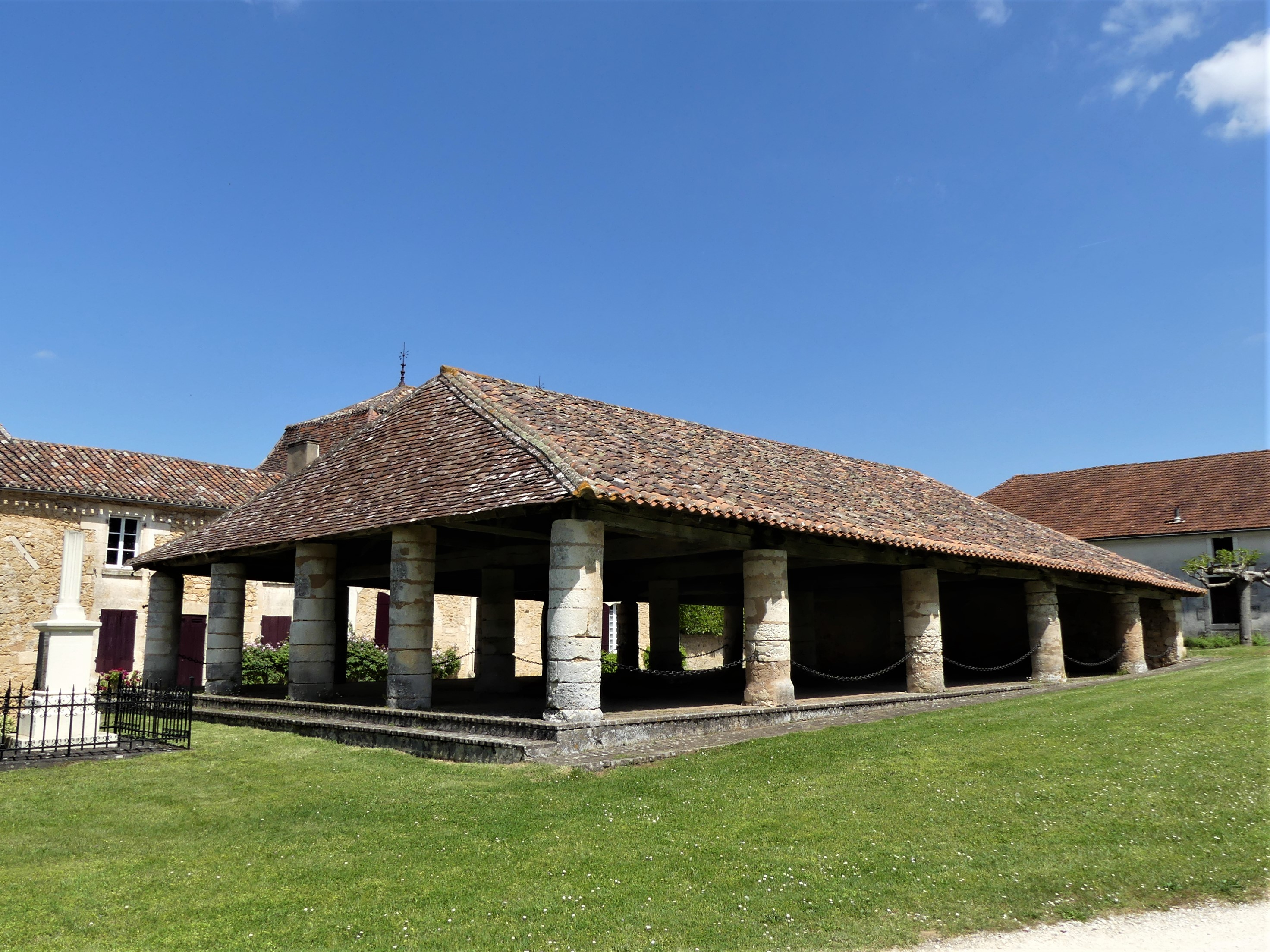
La halle.
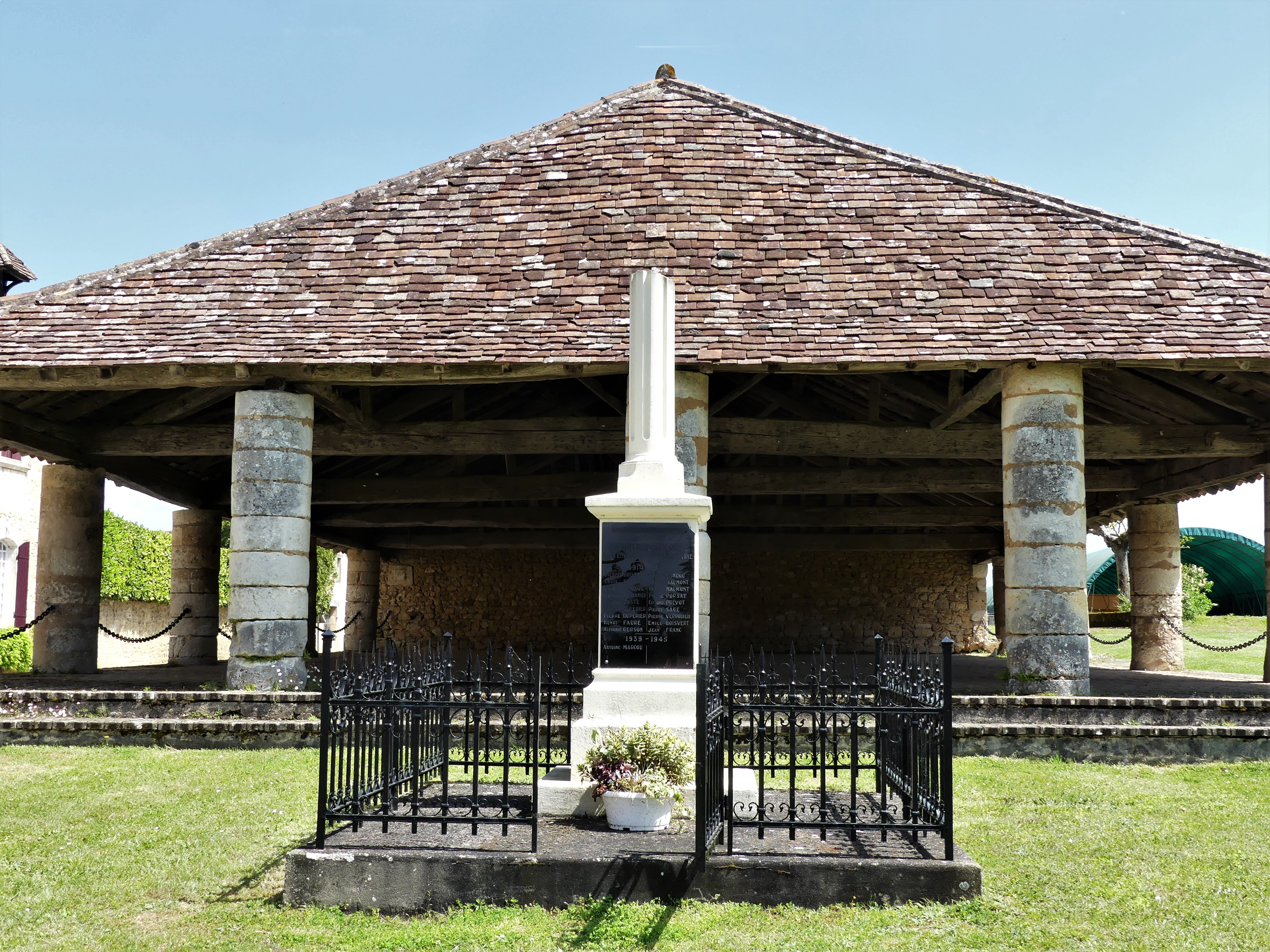
Le monument aux morts devant la halle.

#### Patrimoine religieux
- Église Notre-Dame-de-l'Assomption[70] de Beauregard, gothique[69].
- Église Notre-Dame de Bassac[69],[70] dont la construction remonterait vers l'an 1000 avec un porche datant du XIIe siècle[71].

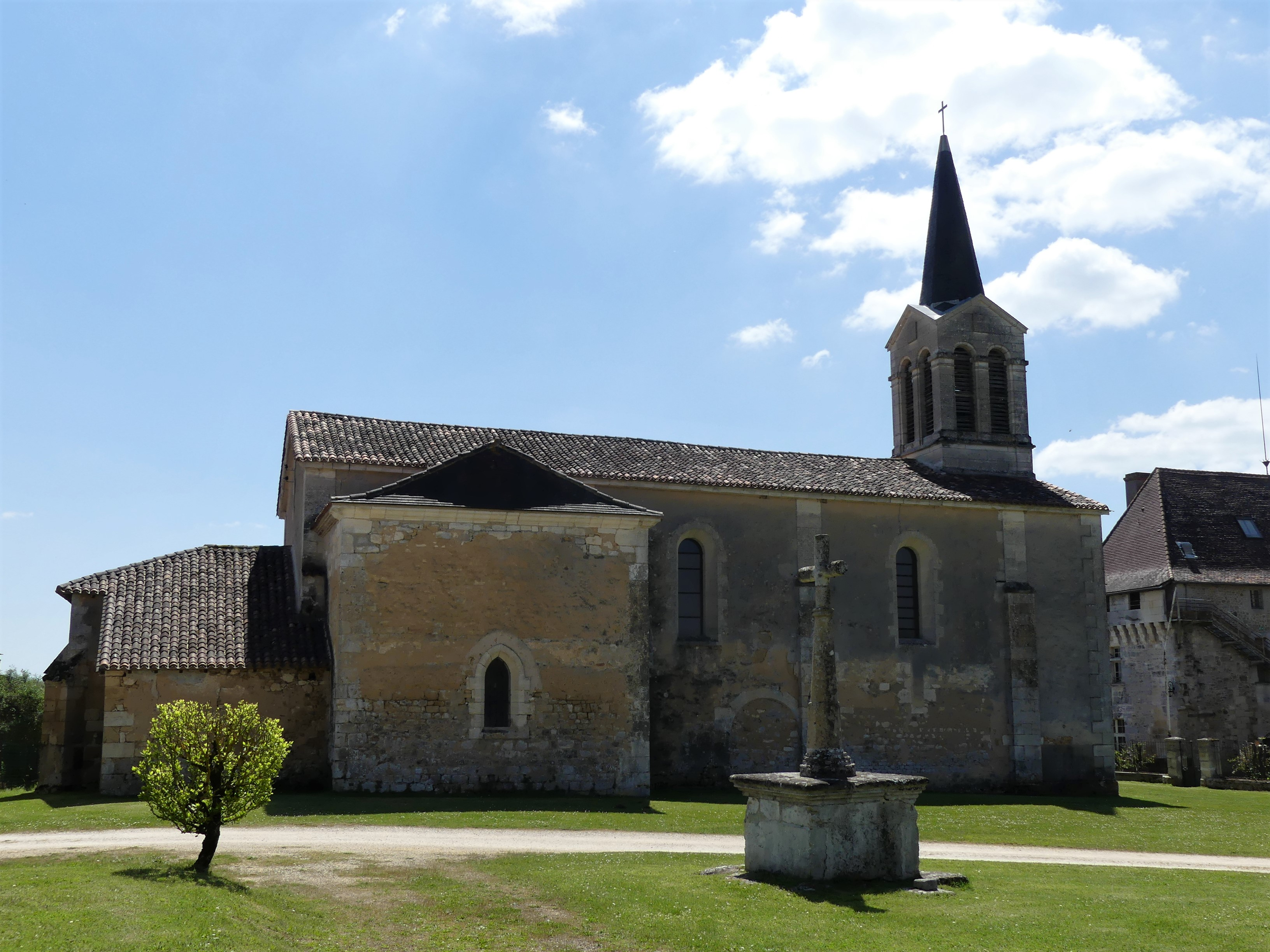
L'église Notre-Dame-de-l'Assomption de Beauregard.
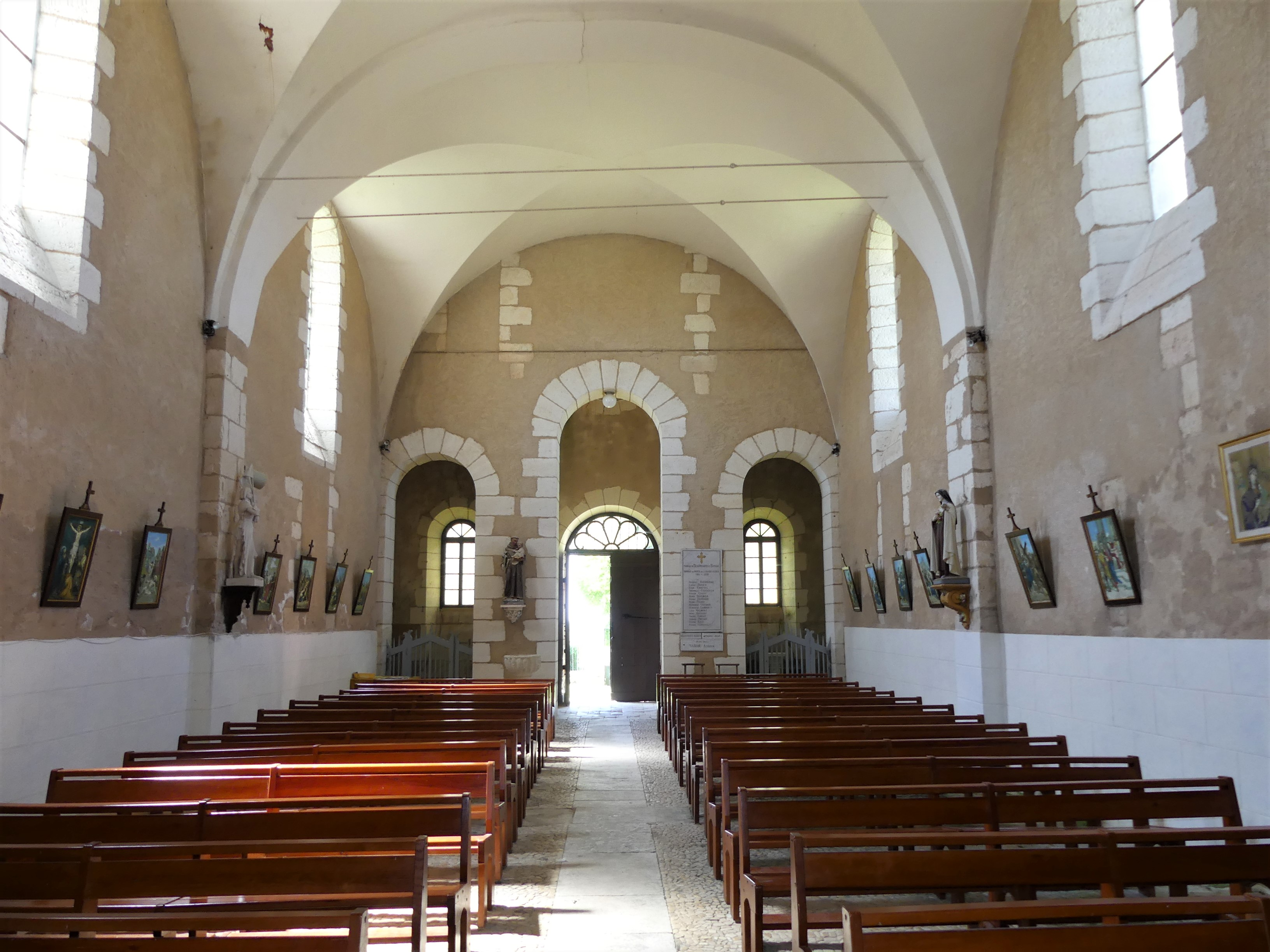
Sa nef.
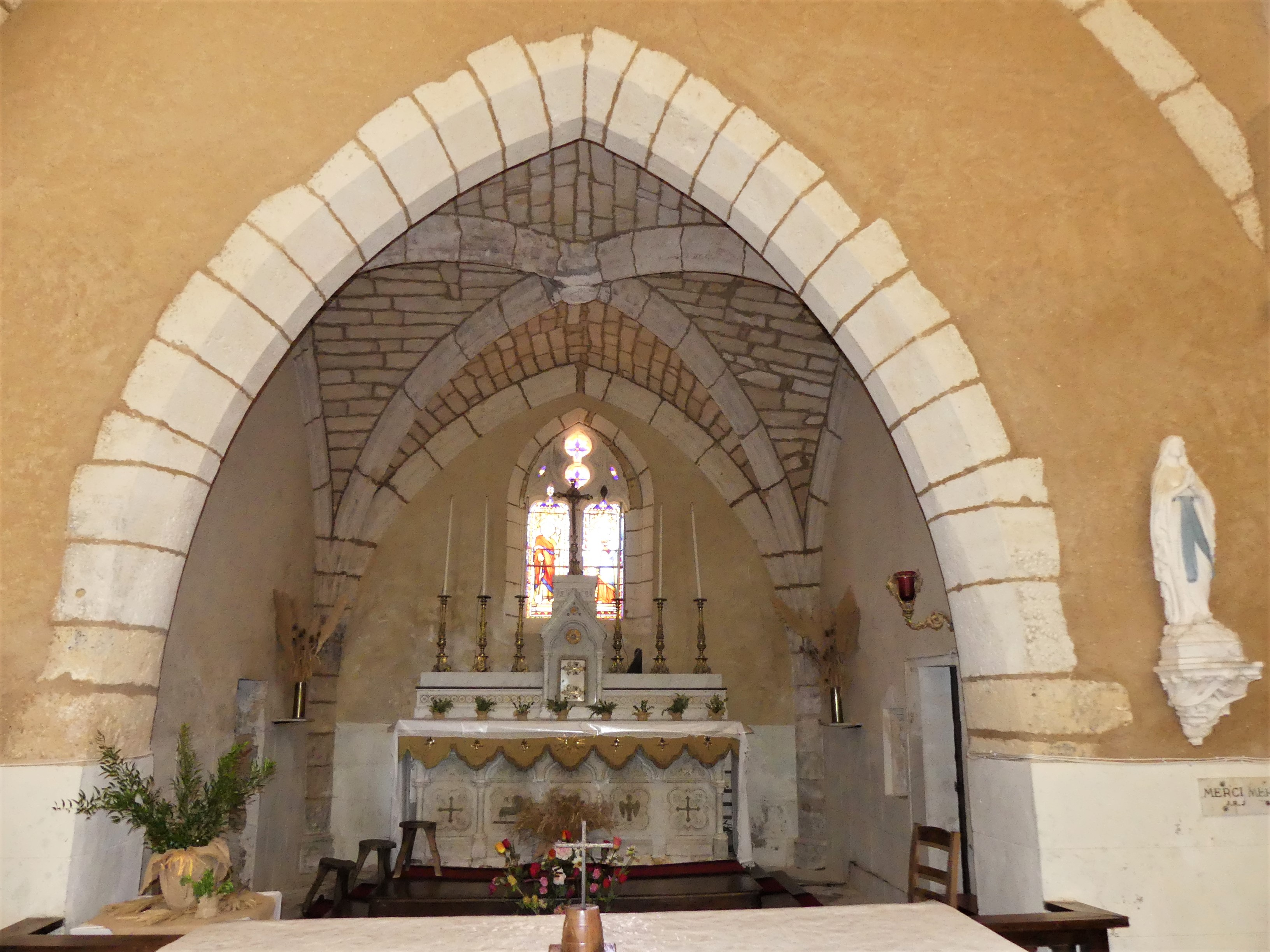
Son chœur gothique.
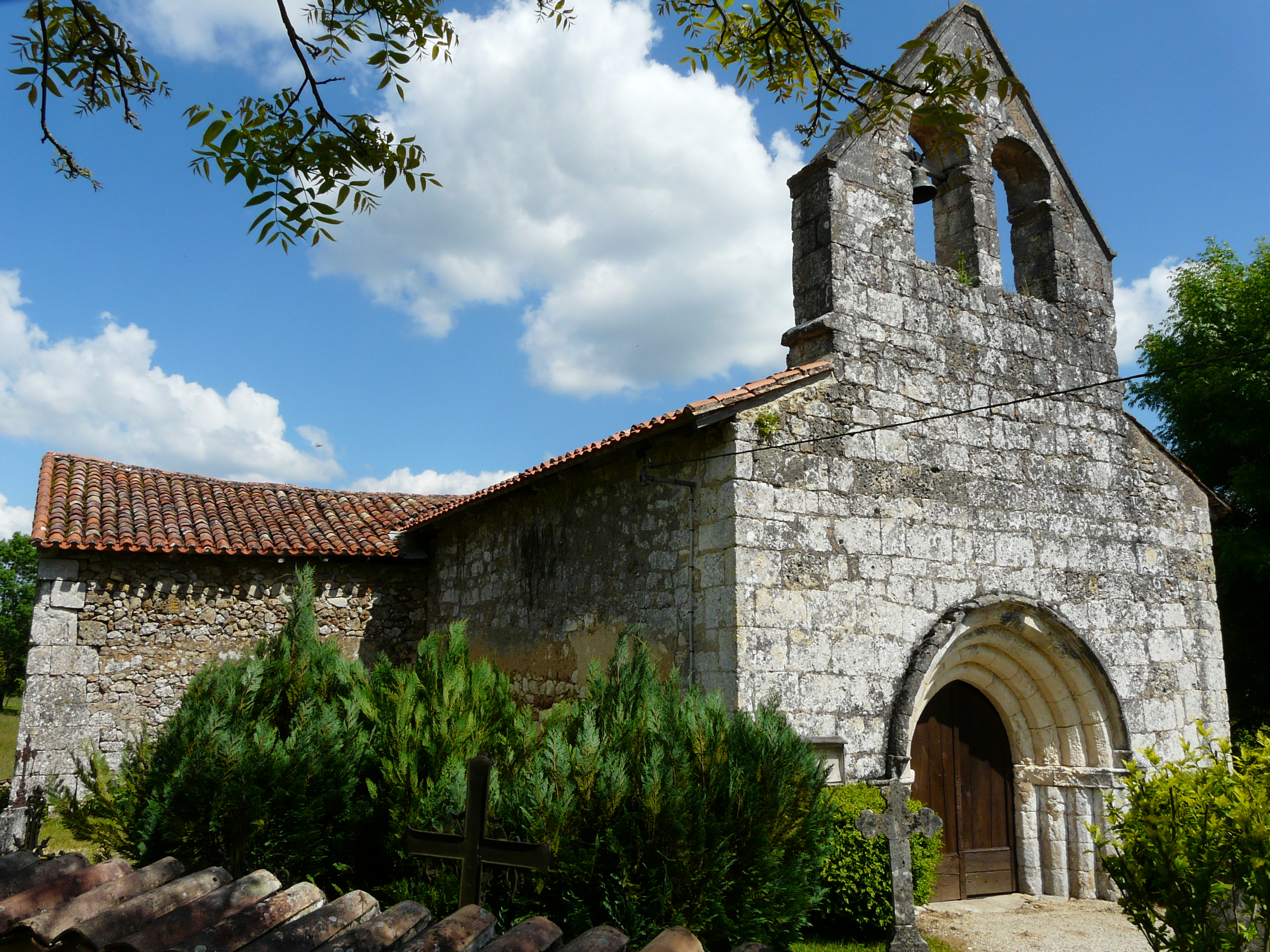
L'église Notre-Dame de Bassac.
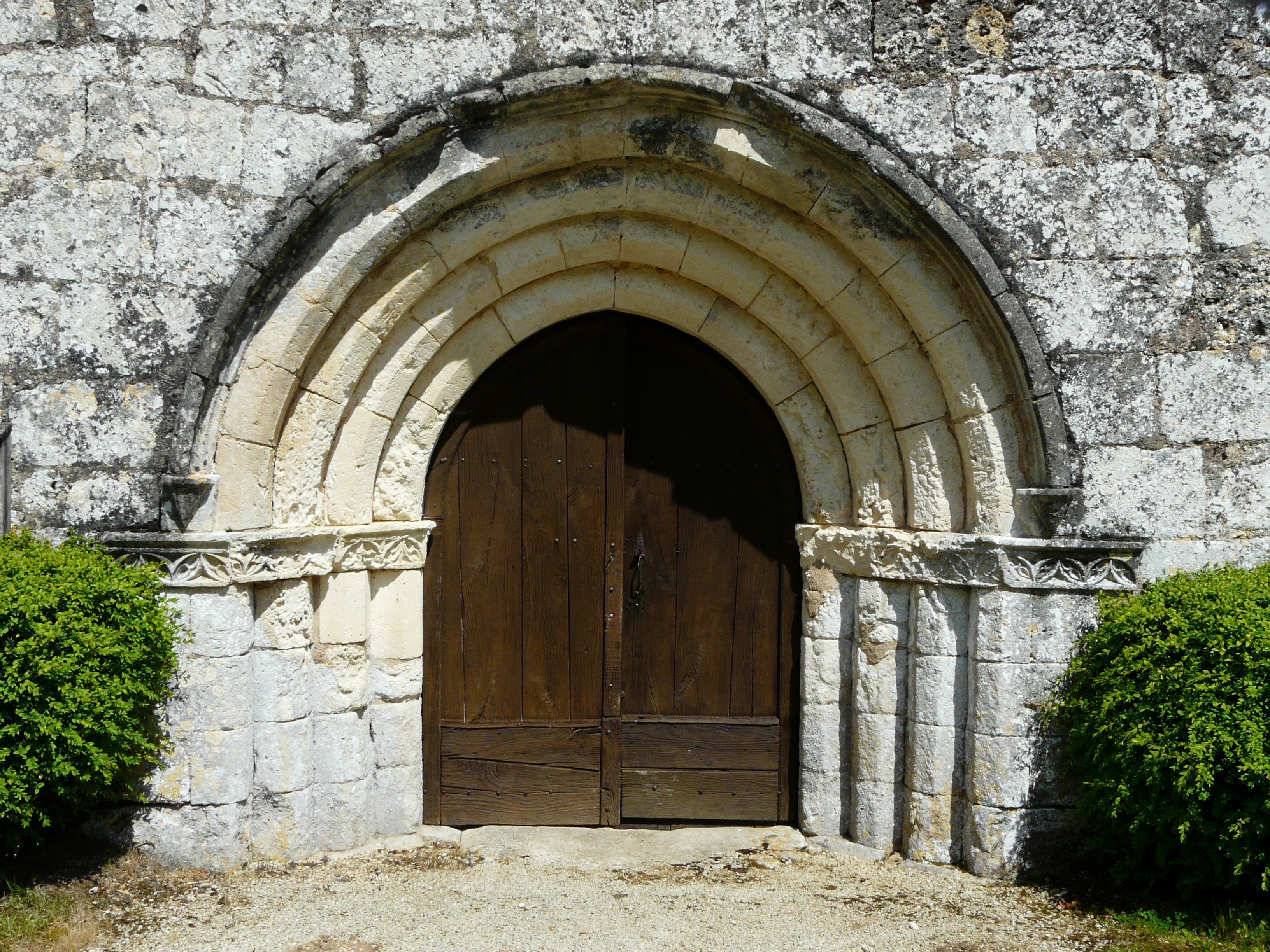
Son portail.
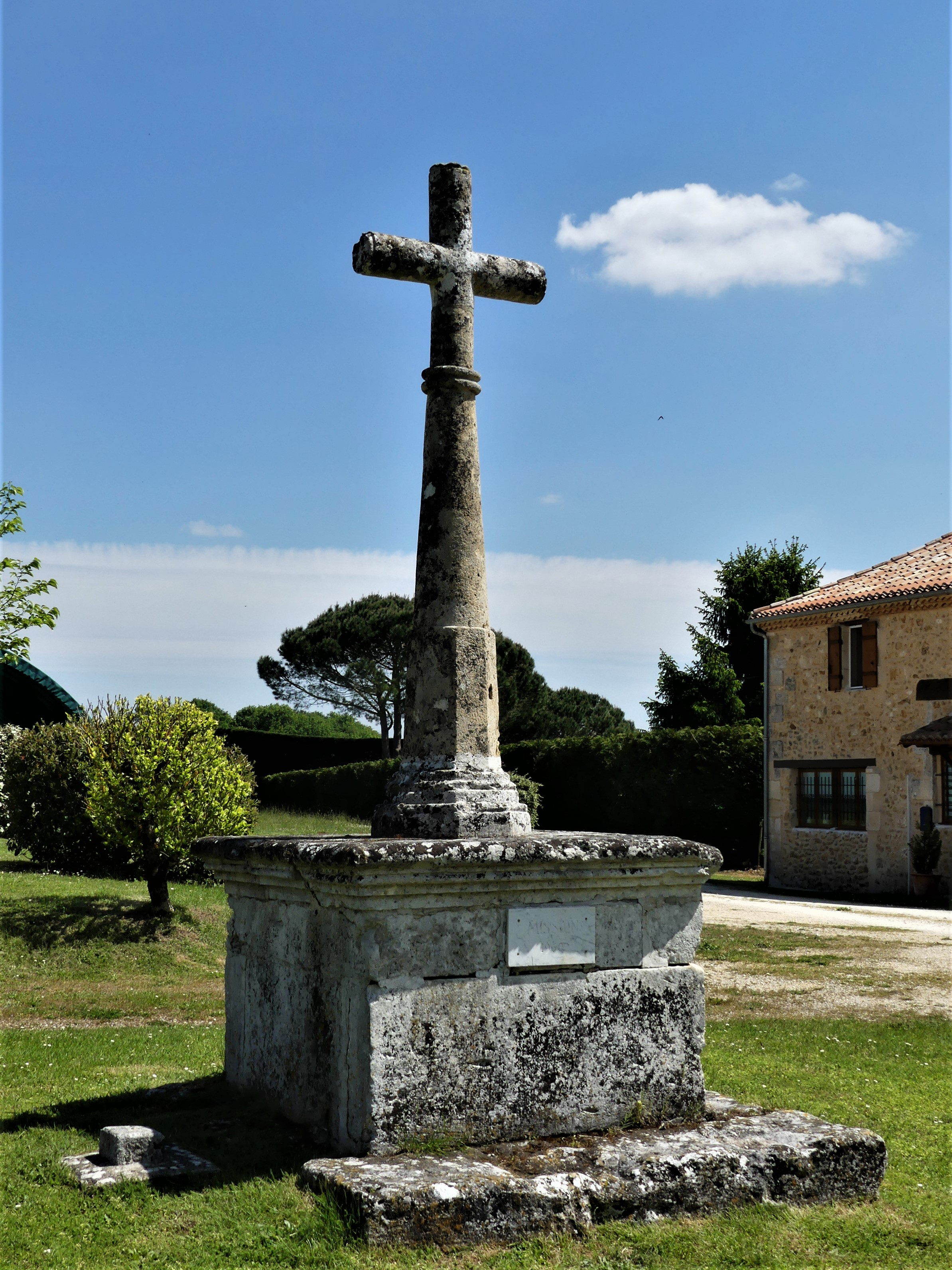
Croix de mission à côté de la halle.

### Personnalités liées à la commune
- Pierre de Belleyme (ou de Beleyme) (1747-1819), natif de Bassac[72], est un ingénieur géographe de Louis XV. On lui doit une Carte de Guyenne en 52 planches, plus connue sous le nom de Carte de Belleyme, ainsi qu'une carte de France en 85 départements[72].

### Culture
Beauregard-et-Bassac fait partie des communes ayant reçu l’étoile verte espérantiste, distinction remise aux maires de communes recensant des locuteurs de la langue construite espéranto.

## Pour approfondir